# Jason Livingston
Jason Livingston (ur 17 marca 1971 w Croydon w dzielnicy Londynu) – były brytyjski lekkoatleta specjalizujący się w biegach krótkich.
W 1992 na Halowych Mistrzostwach Europy w Genui  zdobył tytuł mistrza Europy uzyskując wynik 6.53 sekundy. W 1991 na Mistrzostwach Świata w Lekkoatletyce w Tokio  zajął 5. miejsce na dystansie 100 metrów uzyskując wynik 10.57 sekundy. W 1992 był członkiem kadry na letnieigrzyska olimpijskie w Barcelonie jednak nie wystartował w nich z powodu zażywania narkotyków. Początkowo zapewniał, że jest niewinny, później przyznał się, że zażył zakazany steryd, ale upierał się, że zrobił to nieumyślnie.
Do startów powrócił w 1997 roku po czteroletniej przerwie. W 1999 na zawodach w Birmingham ustanowił rekord życiowy na zawodach w hali na dystansie 200 m wynikiem 21.39 sekundy.

## Rekordy życiowe
- 60 m -  6.51 sekundy (w hali), Glasgow, lutego 1992
- 100 m - 10.09 sekundy (na stadionie), Londyn, 13 czerwca 1992
- 200 m - 21.39 sekundy (w hali), Birmingham, 17 stycznia 1999